# Osiedle Gotyk
Osiedle Gotyk – osiedle mieszkaniowe w Krakowie wchodzące w skład Dzielnicy IV Prądnik Biały.
Osiedle powstało po 2000 roku. W powstałych tu budynkach wielorodzinnych zamieszkało kilka tysięcy osób.

## Szkolnictwo
20 września 2018 zainaugurowano budowę zespołu szkolno-przedszkolnego przy ul. Meiera.
W nowym zespole przygotowano miejsce na naukę i zabawę dla około 500 dzieci i uczniów. Budowa szkoły zakończyła się na przełomie I/II kwartału 2020 r., zaś sama placówka rozpoczęła działalność już we wrześniu tego samego roku.

## Komunikacja
Po wielu latach starań, komunikację miejską osiedle otrzymało 17 kwietnia 2014. Wówczas uruchomiono tu nową linię nr 169 kursującą z nowej pętli zlokalizowanej w centralnej części osiedla o nazwie Górka Narodowa Wschód. Obecnie, kursują tu 3 linie autobusowe: 2 dzienne (137, 503) i 1 nocna (637).

## Wspólnoty wyznaniowe
- Parafia Chrystusa Króla